# 石狩鍋

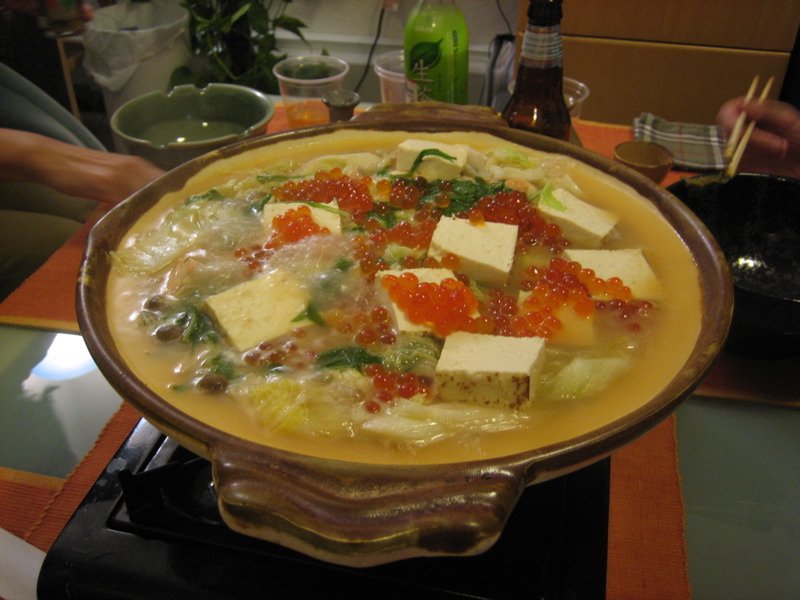
イクラがトッピングされた石狩鍋

石狩鍋（いしかりなべ）は、鮭を主材料とし味噌で調味した日本の鍋料理であり、北海道の郷土料理である。
塩鮭を用いた三平汁と混同されることが多いが、石狩鍋は味噌仕立てであり塩漬けしていない生鮭を使用する。

## 概要
石狩鍋は、鮭の身や骨などのアラと豆腐、タマネギ・キャベツ・ダイコン・シイタケ・ニンジン・長ネギなどの野菜を、昆布で出汁を取った味噌仕立ての汁で煮込むものとされている。また、汁へ酒粕を加えたり、バターや牛乳などを隠し味に使う場合もある。最後に山椒の実か粉をふりかけて食べる。

## 発祥由来
名称は、鮭が産卵時に遡上する石狩川にちなむ。元祖は、北海道石狩市の石狩川河口近くにある1880年（明治13年）創業の割烹「金大亭」と言われ、明治時代に地元の漁師が賄い料理として味噌汁の中に鮭のぶつ切りやアラ、野菜などを入れて食べていたものが、「金大亭」の手によって世に送り出された。当時の漁師たちの料理に使われていたとは思えないような西洋野菜（タマネギ、キャベツなど）の使用や、鍋にコクを出して鮭の生臭さを抑える山椒の使用は、金大亭のアイデアと見做されている。

## 郷土料理
石狩鍋は、2007年（平成19年）度に農林水産省の主催で選定された農山漁村の郷土料理百選において、ジンギスカンやちゃんちゃん焼きと共に、北海道を代表する郷土料理として選出されている。

## 石狩鍋記念日
石狩鍋のPRのために石狩市内の飲食店で結成された「あき味の会」が制定した記念日で、毎年9月15日。日本記念日協会に申請し、2008年7月に正式に認定された。日付は石狩で鮭が捕れる時季で、9と15を「食いごろ」「食いに行こう」と読む語呂合わせなどから。